# Floscularia bifida
Floscularia bifida is een raderdiertjessoort uit de familie Flosculariidae. De wetenschappelijke naam van deze soort is voor het eerst geldig gepubliceerd in 1997 door Segers.